# Ивкон
ОАО «Ивкон» (Ивенецкая кондитерская фабрика) — белорусский производитель кондитерских изделий: карамели, помадных и молочных конфет, также выпускаются шоколадные конфеты, суфле, глазированные вафли, восточные сладости и сувенирная продукция. Производство расположено в посёлке городского типа Ивенец.
Компания входит в восьмерку кондитерских предприятий Беларуси, которая производит более 70 % кондитерских изделий в стране.. Входит в состав концерна «Белгоспищепром».
На внешний рынок предприятие отправляет около 60 % выпускаемой продукции. Продукция поставляется в Россию (половина экспорта ), Казахстан, Узбекистан, Туркменистан, Азербайджан, а также в страны Балтии и Евросоюза. В частности, за первое полугодие 2008 года на экспорт было поставлено более 2,3 тыс. тонн из приблизительно 4 тыс. тонн всей произведенной продукции.

## История
Предприятие было образовано в 1955 году на базе артели, в 1960 году было преобразовано в промкомбинат по производству фруктовых и овощных консервов. В 1966 году комбинат стал консервным заводом с налаженным параллельно производством карамели и мягких конфет «Коровка». В 1977 году на базе завода была организована кондитерская фабрика, благодаря чему значительно расширился ассортимент продукции.
Открытое акционерное общество «Ивкон» с августа 1995 года.
С 20 декабря 2000 года предприятие выступает на рынке кондитерских изделий как совместное предприятие «Ивкон» в форме ОАО.
В 2005 году компания «Ивкон» получила сертификат соответствия системы менеджмента качества требованиям СТБ ИСО 9001.
В июне 2010 года компанией «Ивкон» был получен сертификат «Халяль», который подтверждает, что выпускаемые компанией кондитерские изделия отвечают нормам и требованиям мусульманской религии .
В феврале 2011 «Ивкон» получил серебряную медаль на конкурсе «Лучший Продукт — 2011» в Москве.
СП «Ивкон» ОАО находится в постоянном развитии. В сентябре 2011 году произошла реконструкция производства - установлена новая европейская линия по производству конфет, что позволило выпускать продукцию высочайшего качества. Была проведена работа не только по усовершенствованию качества продукции выпускаемой ранее, но и начат выпуск абсолютно новых для белорусского потребителя видов конфет. 
Ежегодно компания «Ивкон» выпускает ряд новой продукции с разнообразными вкусами и красочными упаковками, натуральные компоненты конфет обеспечивают их высокое качество.
В октябре 2015 года КФ «Ивкон» выпустила ряд новых кондитерских изделий – 11 новых видов конфет:
- Неглазированную группу представляет серия конфет «МЕЛКИ»  - это нежные молочно-желейные конфеты с фруктовыми вкусами банана, ананаса и клубники.
- Остальные 8 видов конфет – это глазированная группа.
«Молочный пудинг» и «Шоколадный пудинг» - это молочно-желейные и шоколадно-молочные желейные конфеты.
«Ти-Ра-Ми» - молочные конфеты типа тоффи с шоколадной начинкой вкуса десерта «Тирамису». Конфета имеет привлекательную купольную форму, что выделяет её из ряда остальных новинок.
Представители помадных конфет - это «Крошка-творожка» конфеты помадные со вкусом творожного крема с желейной начинкой;  и «Фишечка» с фисташковым вкусом с желейной начинкой.
Не забыли и про суфле:
Линейку выпускаемого суфле расширили воздушное нежное суфле с классическими вкусами ванили и карамели «За облака…» и суфле купольной формы «Свиткон» с жидкой желейной начинкой.

## Банкротство
В связи с тем, что СП «Ивкон» ОАО работало с чистым убытком четыре года подряд, конце апреля 2017 года, по итогам внеочередного собрания акционеров, было принято решение об обращении в суд с заявлением о признании экономической несостоятельности фабрики.
12 июня 2017 Экономическим судом Минской области возбуждено производство по делу о банкротстве.
На производственной базе «Ивкон» создано и работает ООО «Кондитерская фабрика Интегра»

## Достижения, награды предприятия
- Серебряная Медаль на конкурсе «Лучший продукт 2011» (Москва)
- Серебряная Медаль на конкурсе «Лучший продукт 2007» (Москва)
- Бронзовая Медаль на конкурсе «Лучший продукт года 2005» (Москва)
- Серебряная Медаль Международного конкурса «Лучшие товары Республики Беларусь на рынке Российской Федерации» в рамках выставки «Продэкспо-2004»
- Серебряная Медаль Международного конкурса «Лучший продукт года 2003» (Москва)
- Бронзовая медаль и диплом Лауреата конкурса «Лучший продукт года 2002» в рамках Выставки «Продэкспо 2002» (Москва) [7]